# Códigos de vestimenta occidental
Los códigos de vestimenta occidental son códigos de vestimenta en la cultura Occidental, que indican el tipo de ropa más adecuada para cada ocasión. Las clasificaciones son tradicionalmente divididas en vestimenta formal (vestido completo), vestimenta semiformal (medio- vestir), y vestimenta informal (sin vestir). En ocasiones, los dos primeros se dividen en ropa de día y ropa de noche. Todo lo que esté bajo este nivel, se denomina ropa casual, a pesar de que a veces encontramos combinaciones como "casual elegante" o "casual de negocios" para indicar expectativas más altas.
La vestimenta de pajarita blanca que indica indumentaria formal, la pajarita negra que indica indumentaria semiformal, y un traje que indica vestimenta informal, tienen  sus orígenes en las costumbres del siglo XIX con posterioridad al reemplazo de las casacas típicas del siglo XVIII, y se han mantenido esencialmente definidas desde el siglo XX, a pesar del declive posterior a la contracultura de los 1960s. La levita (abrigo de hábito)  del siglo XIX rara vez se presenta como una alternativa muy formal. Para las mujeres, las interpretaciones han fluctuado de forma más dinámica según las modas. Tanto para hombres como para mujeres, los sombreros correspondientes a los distintos niveles de formalidad fueron declinados como consecuencia de la contracultura de los 1960s.
Por lo general, los códigos de vestimenta son instruidos de manera explícita, pero también puede ser infundidos por la presión social.
La vestimenta ceremonial, el uniforme militar, las ropas religiosas, el vestido académico, y el traje tradicional apropiado para el nivel de formalidad están generalmente permitidos junto a los respectivos códigos de vestimenta y pueden darse como excepciones alternativas complementarias a la uniformidad, a menudo en forma de tocados (véase biretta ó kippah). Por el contrario, dado que la mayoría de las culturas, de forma intuitiva, han aplicado desde entonces alguna vestimenta equivalente a los niveles más formales de las tradiciones occidentales del código de vestimenta, el marco versátil de estos últimos, ha abierto la fusión de costumbres internacionales y locales, influenciando la competitividad como escala de formalidad estándar internacional.

## Historia

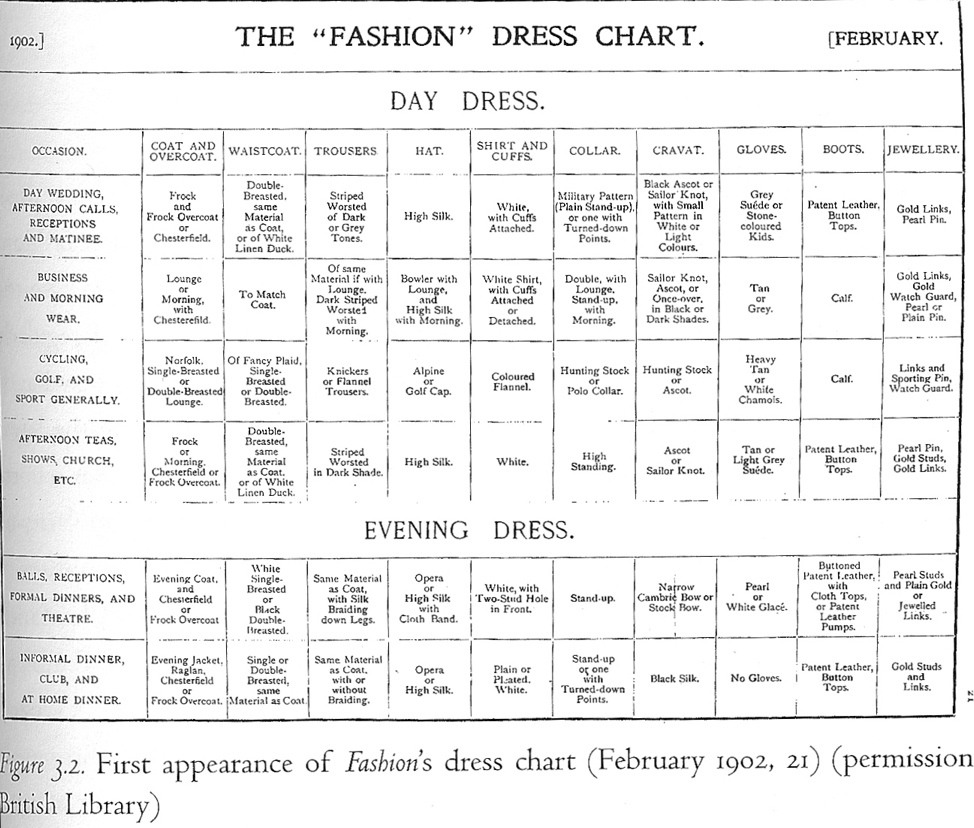
Gráfico histórico de los códigos de vestido de Moda, 1902

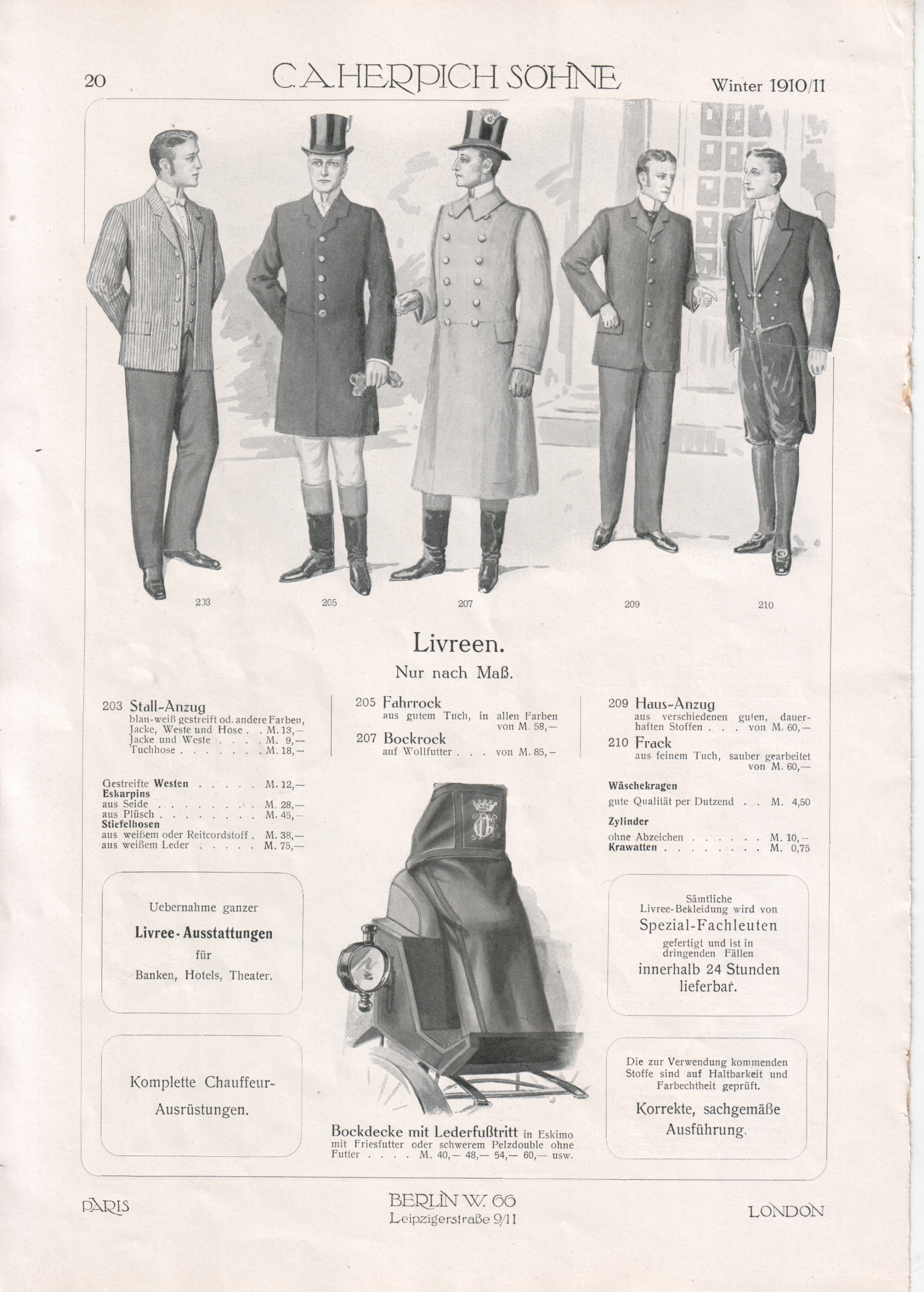
Colección Kuhn (1910).

El trasfondo de los códigos de vestimentas occidentales contemporáneos tradicionales, tal como se establecieron en el siglo XX, se basó en varios pasos de sustitución de la ropa formal preexistente, mientras que a su vez aumentaban los niveles de formalidad de las alternativas que anteriormente eran menos formales. Así fue el caso del cese de las casacas (justacorps), ampliamente usadas desde la época de 1660 hasta 1790, siguiendo el mismo destino de la levita del siglo XVIII (que no debe confundirse con el abrigo de hábito), a su vez seguido por el abrigo de hábito.

### Vestido completo, medio vestido y desnudo
Antes de la consolidación del sistema moderno de formal, semiformal, e informal del siglo XX, los términos eran más laxos. En el siglo XIX, durante el periodo victoriano y eduardiano, las clasificaciones principales de ropa eran vestido completo y desnudo y con menos frecuencia, el vestido medio intermedio. La vestimenta completa cubría la opción más formal: levita (abrigo de hábito) para el día y chaqueta de vestir (con pajarita blancoa) para la noche (a veces con una alternativa complementaria que es un uniforme de completo, independientemente de la hora del día). Como tal, el vestido completo todavía puede aparecer como designación para la vestimenta formal.
Cuando el vestido de mañana se volvió común (en el sentido moderno, usando un frac de mañana en lugar de una levita), se consideró menos formal que una levita, e incluso mientras la levita fue desapareciendo gradualmente, el traje de mañana nunca alcanzó el estatus de vestido completo. Por lo tanto, en el siglo XXI, la vestimenta completa (formal o de gala) a menudo se refiere únicamente a la pajarita blanca.
Hoy en día el traje con pajarita negra (semiformal) (originalmente ropa de cena) era en sus inicios descrito como ropa informal, mientras el "traje de salón," ahora vestimenta de negocios estándar, era originalmente considerado (como su propio nombre indica) ropa casual, El medio vestir, cuando se usaba, era aplicado en diversos momentos, pero solía usarse como vestimenta moderna de mañana (tenga en cuenta que la vestimenta de mañana es un término muy poco descriptivo y no siempre significa vestimenta moderna de mañana). Desnudo (que no debe ser confundido con en cueros) a su vez tenía un significado similarmente holgado, correspondiendo a cualquier cosa, desde una bata hasta un traje de salón o su equivalente de noche a la ropa de cena (que ahora es uno de los códigos de vestimenta más formales que se ven en muchas regiones occidentales).

## Etiqueta

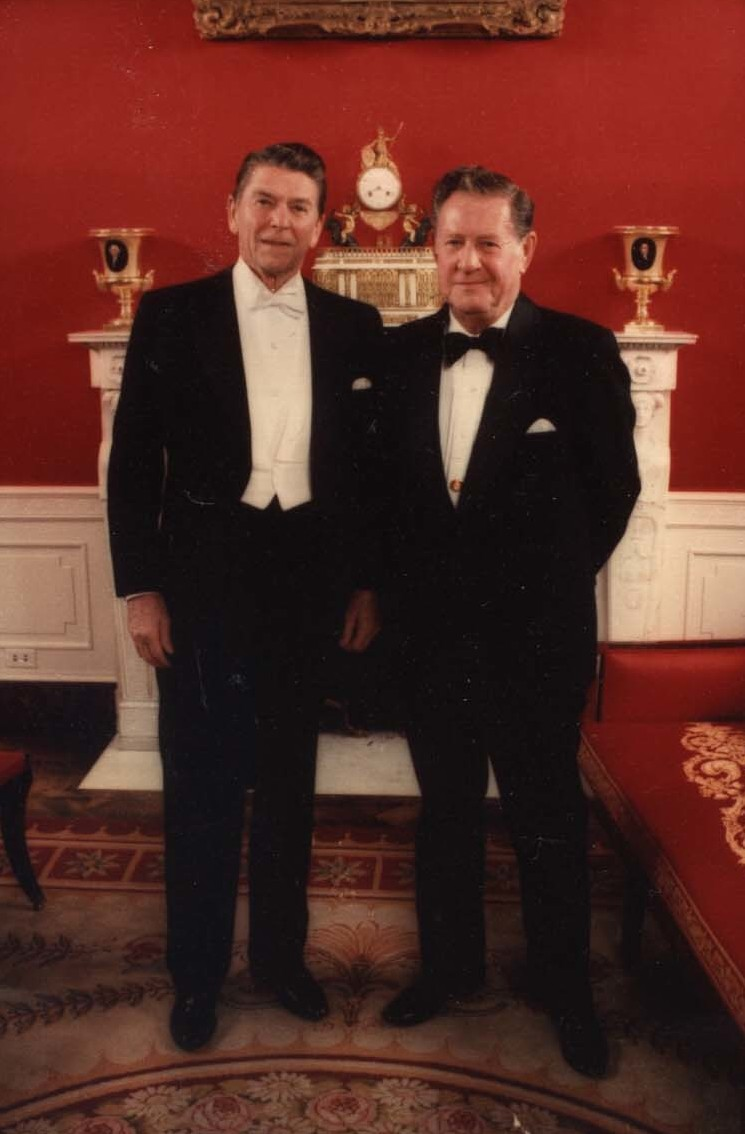
El presidente Ronald Reagan en un frac ("pajarita blanca"), y su hermano Neil Reagan en un esmoquin ("pajarita negra") (1981).

La tabla de abajo resume los códigos de vestido Occidentales tradicionales:
| Formalidad                                 | Día                                                    | Anochecer                                              | Militar                                                | Señoras                                                | Suplementario                                                                      |
| ------------------------------------------ | ------------------------------------------------------ | ------------------------------------------------------ | ------------------------------------------------------ | ------------------------------------------------------ | ---------------------------------------------------------------------------------- |
| Ropa formal, es decir, "Vestido completo"  | Vestido de mañana                                      | pajarita blanca                                        | Uniforme de vestido completo                           | Vestido de baile                                       | Vestido Ceremonial, ropa religiosa, trajes de folclore, uniformes y medallas, etc. |
| Ropa semiformal, es decir, "Medio vestido" | Traje negro de salón                                   | pajarita negra                                         | Uniforme de vestido informal                           | Vestido de noche                                       | Vestido Ceremonial, ropa religiosa, trajes de folclore, uniformes y medallas, etc. |
| Ropa informal, es decir, "Desnuda"         | Traje                                                  | Traje                                                  | Uniforme de vestido de servicio                        | Vestido de cóctel                                      | Vestido Ceremonial, ropa religiosa, trajes de folclore, uniformes y medallas, etc. |
| Ropa casual                                | Es considerada inapropiada para ocasiones más formales | Es considerada inapropiada para ocasiones más formales | Es considerada inapropiada para ocasiones más formales | Es considerada inapropiada para ocasiones más formales | Es considerada inapropiada para ocasiones más formales                             |

Tenga en cuenta que las definiciones enumeradas anteriormente son las definiciones tradicionales estrictas, que pueden no seguirse en el uso común. Por ejemplo, formal se utiliza a menudo para referirse a cualquiera de los tres primeros e ''informal'' para indicar lo que se clasifica aquí como casual.

### Vestimenta formal
Eventos típicos: Bodas, eventos y cenas estatales, danzas formales, acontecimientos reales, etc.
Tenga en cuenta que el uso de vestimenta de mañana y pajarita blanca puede considerarse raro en algunos países (Estados Unidos y Australia), donde la pajarita negra o un traje de salón se usa a menudo en los eventos anteriores según corresponda.

### Vestimenta semiformal
Eventos típicos: el teatro de noche, bailes de caridad, etc.
Hay alguna variación en el estilo que depende de si es verano o invierno. Véase pajarita negra y stroller para más detalles.
En las últimas décadas, en lugar de la tradicionalpajarita blanca o traje de mañana, la pajarita negra se ha visto cada vez más en los Estados Unidos en eventos como bodas formales. Sin embargo, los expertos en ropa de etiqueta continúan condenando el uso de pajarita negra como demasiado informal para las bodas o cualquier otro acontecimiento antes de las 6 p. m. Tales expertos como Emily Correo (1872-1960) y Amy Vanderbilt (1908-1974), argumentan que "ningún hombre debería ser visto en una iglesia en un esmoquin."

### Ropa informal

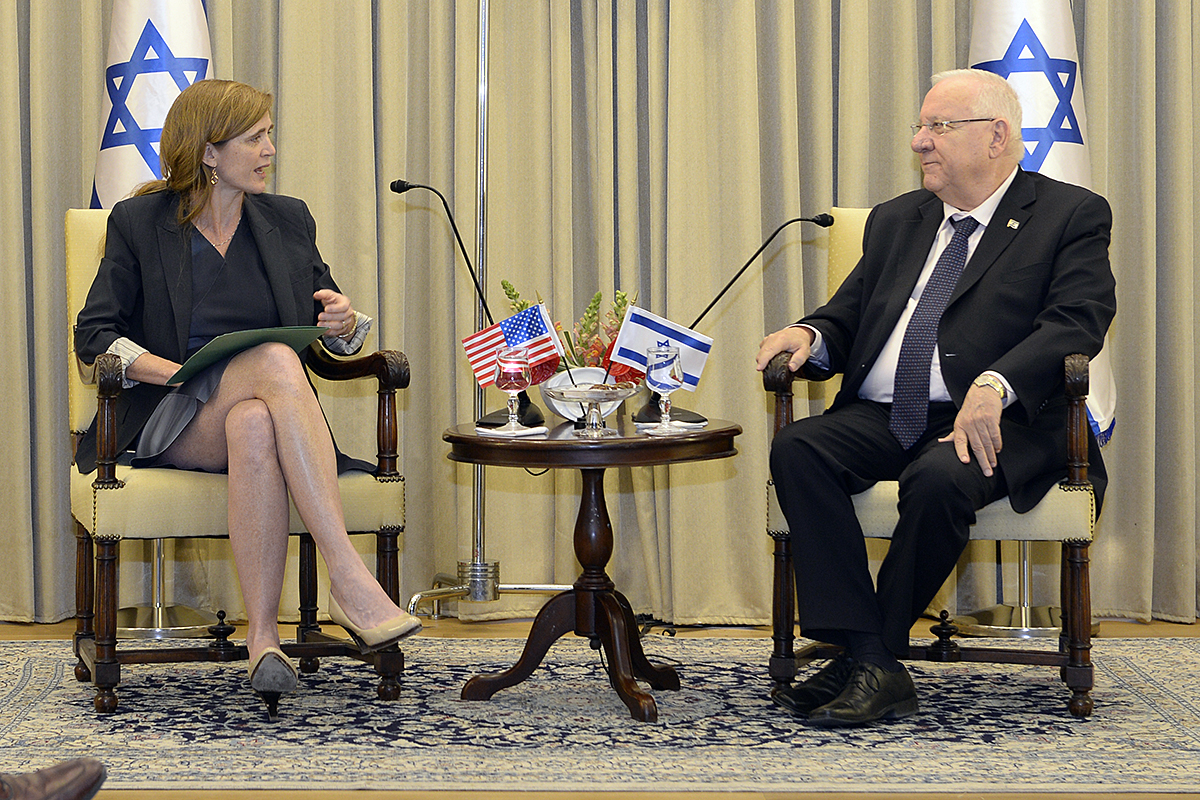
Samantha Power, Embajadora de EE.UU en la ONU y Presidente israelí Reuven Rivlin llevando trajes empresariales occidentales adecuados a su género, febrero 2016

Eventos típicos: reuniones Diplomáticas y empresariales, gran parte de las ocasiones sociales, vestimenta de diario.
La vestimenta empresarial está incluida en la categoría informal, generalmente consta de un traje empresarial y pajarita. El código de vestimenta informal abarca todos los  trajes, pero no todos los trajes están considerados como apropiados para el ámbito empresarial, por su tela, corte, o color.

### Ropa casual
La ropa casual, a pesar de que no se basa tradicionalmente en los códigos de vestimenta Occidental, es a veces, aplicada coloquialmente. Se considera dentro de esta categoría: empresarial casual, elegante casual, etc.

## Lectura más lejana
- Sondag, Glen (2011). Anything Other Than Naked. London Street Press. pp. 200 pages. ISBN 978-1-936183-83-8.

- Datos: Q28978167